# Masters de snooker 1975
Les Masters de snooker 1975 ont lieu au West Center Hotel de Londres en Angleterre. C'est la première édition des Masters de snooker qui ont réuni dix des meilleurs joueurs au monde,.

## Déroulement
John Spencer est le premier vainqueur du tournoi, après sa victoire 9 frames à 8 contre Ray Reardon en finale. À égalité au terme de la manche décisive, il fallut remettre la bille noire en position pour départager les deux joueurs.

## Dotation
La répartition des prix pour cette édition est la suivante :
- Vainqueur : 2 000 £
- Finaliste : 1 000 £
- Demi-finalistes : 500 £
- Quart de finalistes : 250 £
- 1er tour : 100 £
- Meilleur break : 92 £
- Dotation totale : 5 292 £

## Tableau final
|  | 1er tour Au meilleur des 9 manches | 1er tour Au meilleur des 9 manches | 1er tour Au meilleur des 9 manches |  |  | Quarts de finale Au meilleur des 9 manches | Quarts de finale Au meilleur des 9 manches | Quarts de finale Au meilleur des 9 manches |   |                | Demi-finales Au meilleur des 9 manches | Demi-finales Au meilleur des 9 manches | Demi-finales Au meilleur des 9 manches |  |  | Finale Au meilleur des 17 manches | Finale Au meilleur des 17 manches | Finale Au meilleur des 17 manches |
|  |                                    |                                    |                                    |  |  |                                            |                                            |                                            |   |                |                                        |                                        |                                        |  |  |                                   |                                   |                                   |
|  |                                    |                                    |                                    |  |  |                                            |                                            |                                            |   |                |                                        |                                        |                                        |  |  |                                   |                                   |                                   |
|  |                                    |                                    |                                    |  |  | Ray Reardon                                | Ray Reardon                                | 5                                          |   |                |                                        |                                        |                                        |  |  |                                   |                                   |                                   |
|  |                                    |                                    |                                    |  |  | Graham Miles                               | Graham Miles                               | 3                                          |   |                |                                        |                                        |                                        |  |  |                                   |                                   |                                   |
|  |                                    |                                    |                                    |  |  |                                            |                                            |                                            |   | Ray Reardon    | Ray Reardon                            | 5                                      |                                        |  |  |                                   |                                   |                                   |
|  |                                    |                                    |                                    |  |  |                                            | Rex Williams                               | Rex Williams                               | 4 |                |                                        |                                        |                                        |  |  |                                   |                                   |                                   |
|  |                                    |                                    |                                    |  |  | Rex Williams                               | Rex Williams                               | 5                                          |   |                |                                        |                                        |                                        |  |  |                                   |                                   |                                   |
|  | Alex Higgins                       | Alex Higgins                       | 5                                  |  |  | Alex Higgins                               | Alex Higgins                               | 3                                          |   |                |                                        |                                        |                                        |  |  |                                   |                                   |                                   |
|  | Bill Werbeniuk                     | Bill Werbeniuk                     | 0                                  |  |  |                                            |                                            |                                            |   |                | Ray Reardon                            | Ray Reardon                            | 8                                      |  |  |                                   |                                   |                                   |
|  |                                    |                                    |                                    |  |  |                                            | John Spencer                               | John Spencer                               | 9 |                |                                        |                                        |                                        |  |  |                                   |                                   |                                   |
|  |                                    |                                    |                                    |  |  | Fred Davis                                 | Fred Davis                                 | 3                                          |   |                |                                        |                                        |                                        |  |  |                                   |                                   |                                   |
|  |                                    |                                    |                                    |  |  | Eddie Charlton                             | Eddie Charlton                             | 5                                          |   |                |                                        |                                        |                                        |  |  |                                   |                                   |                                   |
|  |                                    |                                    |                                    |  |  |                                            |                                            |                                            |   | Eddie Charlton | Eddie Charlton                         | 2                                      |                                        |  |  |                                   |                                   |                                   |
|  |                                    |                                    |                                    |  |  |                                            | John Spencer                               | John Spencer                               | 5 |                |                                        |                                        |                                        |  |  |                                   |                                   |                                   |
|  |                                    |                                    |                                    |  |  | John Spencer                               | John Spencer                               | 5                                          |   |                |                                        |                                        |                                        |  |  |                                   |                                   |                                   |
|  | John Pulman                        | John Pulman                        | 5                                  |  |  | John Pulman                                | John Pulman                                | 3                                          |   |                |                                        |                                        |                                        |  |  |                                   |                                   |                                   |
|  | Cliff Thorburn                     | Cliff Thorburn                     | 3                                  |  |  |                                            |                                            |                                            |   |                |                                        |                                        |                                        |  |  |                                   |                                   |                                   |